# 들꽃 (영화)
"들꽃"은 2015년에 개봉한 대한민국의 영화이다.

## 캐스팅
- 조수향 : 수향 역
- 정하담 : 하담 역
- 권은수 : 은수 역
- 이바울 : 바울 역
- 강봉성 : 태성 역
- 오창경 : 삼촌 역
- 백현주 : 모텔여주인 역
- 최문수 : 거리의 여인 역
- 최영록 : 택시기사 역
- 조희봉 : 전자상가주인 역
- 송삼동 : 취객 역